# Holm Gero Hümmler
Holm Gero Hümmler (ur. 22 września 1970 w Hanau) – niemiecki fizyk jądrowy i sceptyk naukowy, mieszkający i pracujący w Bad Homburg, niedaleko Frankfurtu nad Menem. We wrześniu 2017 był prelegentem na odbywającym się we Wrocławiu 17 Europejskim Kongresie Sceptyków.

## Biografia
Holm Gero Hümmler studiował fizykę i meteorologię na Uniwersytecie Goethego we Frankfurcie nad Menem, razem z ekonomią na Uniwersytecie w Hagen.
Przygotowując pracę dyplomową przebywał kilka miesięcy w ośrodku CERN w Genewie w Szwajcarii. Pracę doktorską obronił w roku 2000 na Uniwersytecie Technicznym w Monachium. Pracował także w Instytucie Maxa Plancka, na wydziale fizyki. Dyrektorem instytutu w tym czasie był Hans-Peter Dürr, orędownik kwantowego mistycyzmu.
Uczestniczył również w projekcie STAR dla Relativistic Heavy Ion Collider w Brookhaven National Laboratory w Nowym Jorku, a także w Boston Consulting Group. W 2007 roku założył firmę Uncertainty Managers Consulting. Zajmuje się modelami numerycznymi na potrzeby biznesu, głównie w branży farmaceutycznej i zdrowotnej.
Obecnie mieszka i pracuje w Bad Homburg, niedaleko Frankfurtu nad Menem.

## Sceptycyzm naukowy

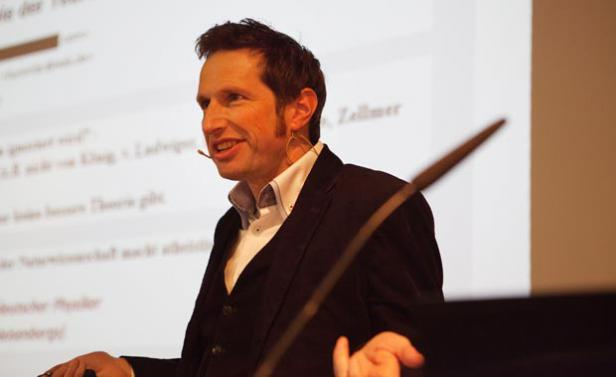
Holm Gero Hümmler na konferencji SkepKon 2017 w Berlinie

Jest aktywnym członkiem niemieckiego klubu sceptyków GWUP (niem. Gesellschaft zur Wissenschaftlichen Untersuchung von Parawissenschaften) już od lat 90. ubiegłego wieku, w którym pełnił także funkcję regionalnego lidera. Przez kilka lat był redaktorem czasopisma The Skeptiker. Zajmuje się badaniem pseudonaukowych twierdzeń, m.in. pseudodynamiką, ezoteryką w biznesie, teoriami spiskowymi, nadprzyrodzonymi siłami w sztukach walki, badaniem doniesień o UFO, efektami związanymi z pogodą, biologicznym wpływem różnego rodzaju promieniowania, wykazywaniem nadużyć pseudonauki przy korzystaniu z terminów fizycznych, szczególnie związanych z teorią względności i mechaniką kwantową, obalaniem informacji o „wolnej energii” i kwantowym leczeniem.
Holm Gero Hümmler występuje w mediach jako ekspert z ramienia GWUP komentujące głównie teorie spiskowe, np. chemtrails. W 2008 roku w programie telewizyjnym Galileo Mystery zakwestionował umiejętności mnichów z Shaolin.
W swojej pierwszej książce Relativer Quantenquark, która ukazała się w kwietniu 2017, zaatakował pseudonaukowe twierdzenia w ezoteryce i medycynie alternatywnej, przy okazji tłumacząc mechanizmy teorii względności i mechaniki kwantowej.
Jest również twórcą bloga naukowego quantenquark. com.

## Publikacje
- Tachyonen: Schnelles Geld mit schnellen Teilchen – oder ohne? Ein missbrauchter Begriff der Physik (Tachiony: Szybkie pieniądze na szybkich cząsteczkach – czy bez? Nadużywana fizyczna koncepcja.) Skeptiker 4/2002, s. 154, plik DOC
- Tachyonen, Felder, Freie Energie – wie die Esoterik die Begriffe der Physik missbraucht (Tachiony, pola, wolna energia – jak ezoteryka nadużywa fizycznych pojęć) (plik PDF z wykładu)
- Chemtrails – Zwischen Meteorologie und Verschwörungstheorie (Chemtrails – między meteorologią a teorią spiskową) Skeptiker 2/2006, s. 48–55, plik PDF
- Das Geheimnis des Kung Fu (Sekret Kung-fu) Skeptiker 3/2006, s. 112–120
- Erdbebenmaschinen Das HAARP-Experiment und die Verschwörungstheoretiker (Eksperyment HAARP a zwolennicy teorii spiskowych) Skeptiker 3/2011, s. 108–116

## Książki
- Relativer Quantenquark. Kann die moderne Physik die Esoterik belegen? (Springer-Verlag Berlin Heidelberg, 2017) ISBN 978-3-662-53828-9 i ISBN 978-3-662-53829-6 (e-book)